# 984 (szám)
A 984 (római számmal: CMLXXXIV) egy természetes szám.

## A szám a matematikában
A tízes számrendszerbeli 984-es a kettes számrendszerben 1111011000, a nyolcas számrendszerben 1730, a tizenhatos számrendszerben 3D8 alakban írható fel.
A 984 páros szám, összetett szám. Kanonikus alakban a 23 · 31 · 411 szorzattal, normálalakban a 9,84 · 102 szorzattal írható fel. Tizenhat osztója van a természetes számok halmazán, ezek növekvő sorrendben: 1, 2, 3, 4, 6, 8, 12, 24, 41, 82, 123, 164, 246, 328, 492 és 984.